# Universumhuset
L'Universumhuset o Universum és un edifici a la ciutat sueca d'Umeå. Es troba al Campus de la Universitat d'Umeå, que conté l'auditori Aula Nordica, amb capacitat per a 1000 persones, les oficines dels sindicats d'estudiants, un menjador, una cafeteria i sales d'estudi en grup. L'edifici és propietat de l'empresa pública Akademiska Hus.
La primera fase de la construcció de l'edifici es va acabar en 1970. L'ampliació de l'auditori va ser dissenyada per Arkinova Arkitekter i construïda en 1996-97. El setembre de 2006 va ser reinaugurat després d'una important remodelació.